# Косенко, Наталья Павловна
Наталья Павловна Косенко (Трегубенко) (род. 4 января 1944, Казанка, Приморский край) — советская и казахская актриса

 театра, Заслуженная артистка Казахстана (1998).

## Биография
Родился 7 января 1944 года в селе Казанка Будённовского района Приморского края РСФСР.
После окончания школы в 1962 году поступила на актёрский факультет Читинской государственной театральной студии, которую окончил в 1965 году и была приглашена в областной театр юного зрителя.
С 1965 по 1968 год — актриса драматического театра Тихоокеанского флота (Приморский край, Россия);
С 1967 по 1968 год — актриса Хабаровского краевого театра юного зрителя (г. Хабаровск);
С 1968 по 1970 год — актриса Русского драматического театра (Чебоксары) (г. Чебоксары);
С 1970 по 1971 год — актриса Камчатского театра драмы и комедии (г. Петропавловск-Камчатский);
С 1971 по 1975 год — ведущая актриса Амурского русского драматического театра (г. Благовещенск);
С 1975 по 1977 год — актриса Русского государственного академического театра для детей и юношества им. Н. Сац (г. Алматы);
С 1977 года по настоящее время — ведущая актриса Русского драматического театра им. М. Горького (г. Астана);

## Творчество

### Роли в театре
Русский драматический театр имени М. Горького
За эти годы на сцене этого театра ею сыграно около 200 ролей.
- «Моя любовь — Электра» Л. Дюрко — Электра;
- «Игра любви и случая» Пьер де Мариво — Сильвия;
- «Порог» А. Дударев — Нина;
- «Рядовые» А. Дударев — Люська;
- «В сумерках» А. Дударев — Мария;
- «Третье слово» Касона, Алехандро — Тётя Анхелина;
- «Третье слово» А. Касон — Тётя Анхелина;
- «Мастер и Маргарита» М. Булгаков — Гелла;
- «Двери хлопают» Мишель Фермо — Доменика;
- «Снежная королева» Е. Шварца — Снежная королева;
- «Кровавая свадьба» Ф. Лорка — Смерть;
- «Любовь и тайная свобода» А. Пушкин — Ларина;
- «Крошка» Жан Летраз — Анриетта Фонтанж;
- «Чингисхан» И. Оразбаев — Есуй-ханум;
- «Рано прозрел в поисках истины» М. Ауэзова — Мать Абая;
- «Ромео и Джульетта» У. Шекспир — Сеньора Капулетти;
- «Хан-Кене» М. Ауэзова — Бапай;
- «Пока она умирала» Н. Птушкина — Таня;
- «Плачу вперёд» Н. Птушкина — Полина Сергеевна;
- «Браво, Лауренсия!» Н. Птушкина — Ольга Яковлевна;
- «Вишневый сад» А. П. Чехов — Раневская;
- «Чайка» А. П. Чехов — Аркадина;
- «Иванов» А. П. Чехов — Зинаида Саввишна;
- «Авантюра на Авеню» Клод Манье — Мадам Карлье;
- «Дама-невидимка» П. Кальдерона — Донья Беатрис;
- «Соло для часов с боем» О. Заградник — Пани Конти;
- «Человеческий голос» Кокто, Жан — Она;
- «Смешанные чувства» Р. Баэр — Кристина;
- «Манкурт. Вечный раб» Б. Абдураззаков — Пожилая дама;[3]

## Награды и звания
- Заслуженная артистка Казахстана (11 декабря 1998 года) — за выдающиеся заслуги в отечественном театральном искусстве и исполнительское мастерство ролей в театре[4];
- Премия «Соотечественник» — за пропаганду русской культуры за рубежом. (Москва, 2004);
- Медаль «10 лет Астане» (2008);
- Орден Дружбы (23 сентября 2011 года, Россия) — за большой вклад в укрепление российско-казахстанских культурных связей, сохранение и популяризацию русской культуры в Республике Казахстан[5];
- Имя Натальи Косенко внесено в энциклопедию «Элита Казахстана» и в «Золотую книгу Казахстана» (2013);[6];
- Медаль «Ветеран труда Казахстана» (2019);
- Медаль «30 лет независимости Казахстана» (2021);
- Российская национальная актёрская премия имени Андрея Миронова «Фигаро» (2025)[7].